# Puchar Dalekowschodni w narciarstwie alpejskim mężczyzn 2024/2025
Puchar Dalekowschodni w narciarstwie alpejskim mężczyzn w sezonie 2024/2025 – cykl zawodów w narciarstwie alpejskim rozgrywanych pod patronatem Międzynarodowej Federacji Narciarskiej i Snowboardowej (FIS). Pierwsze zawody tej edycji odbyły się 10 grudnia 2024 r. w chińskim ośrodku narciarskim Wanlong, natomiast ostatnie zmagania sezonu zostały rozegrane 7 marca 2025 r. w japońskiej Hakubie.
Triumfu w klasyfikacji generalnej z poprzedniego sezonu bronił Japończyk Ryoma Katayama. Tym razem najlepszy okazał się Austriak Christoph Meissl.

## Podium zawodów
| Lp. | Data             | Miejscowość        | Konkurencja | 1. miejsce              | 2. miejsce                | 3. miejsce                    |
| --- | ---------------- | ------------------ | ----------- | ----------------------- | ------------------------- | ----------------------------- |
| 1.  | 10 grudnia 2024  | Wanlong Ski Resort | Gigant      | Noah Sjøvik Røsjorde    | Mikael Oscar Holter       | Shin Jeong-woo Ryoma Katayama |
| 2.  | 11 grudnia 2024  | Wanlong Ski Resort | Gigant      | Mikael Oscar Holter     | Shin Jeong-woo            | Hong Dong-kwan                |
| 3.  | 12 grudnia 2024  | Wanlong Ski Resort | Slalom      | Jung Dong-hyun          | Shiro Aihara              | Piotr Habdas                  |
| 4.  | 13 grudnia 2024  | Wanlong Ski Resort | Slalom      | Jung Dong-hyun          | Jung Min-sik              | Mathias Skaaland Larsen       |
| 5.  | 31 stycznia 2025 | Alpensia Resort    | Slalom      | Mathias Skaaland Larsen | Hong Dong-kwan            | Mathias Høiby                 |
| 6.  | 1 lutego 2025    | Alpensia Resort    | Slalom      | Jung Dong-hyun          | Mathias Høiby             | Takayuki Koyama               |
| 7.  | 3 lutego 2025    | Yongpyong Resort   | Gigant      | Noah Sjøvik Røsjorde    | Seigo Kato                | Hayata Wakatsuki              |
| 8.  | 4 lutego 2025    | Yongpyong Resort   | Gigant      | Hayata Wakatsuki        | Seigo Kato                | Adam Žampa                    |
| 9.  | 6 lutego 2025    | Alpensia Resort    | Slalom      | Mathias Skaaland Larsen | Luke Winters Yohei Koyama | —                             |
| 10. | 7 lutego 2025    | Alpensia Resort    | Slalom      | Christoph Meissl        | Yohei Koyama              | Luke Winters                  |
| 11  | 25 lutego 2025   | Sugadaira Kōgen    | Gigant      | Seigo Kato              | Hayata Wakatsuki          | Piotr Habdas                  |
| 12. | 26 lutego 2025   | Sugadaira Kōgen    | Gigant      | Seigo Kato              | Piotr Habdas              | Hayata Wakatsuki              |
| 13. | 27 lutego 2025   | Sugadaira Kōgen    | Slalom      | Jung Dong-hyun          | Yohei Koyama              | Luke Winters                  |
| 14. | 28 lutego 2025   | Sugadaira Kōgen    | Slalom      | Christoph Meissl        | Luke Winters              | Shiro Aihara                  |
| 15. | 6 marca 2025     | Hakuba             | Slalom      | Christoph Meissl        | Lukas Gasser              | Shiro Aihara                  |
| 16. | 7 marca 2025     | Hakuba             | Slalom      | Luke Winters            | Jung Dong-hyun            | Lukas Gasser                  |

## Wyniki reprezentantów Polski

### Gigant
| Zawodnik | Wanlong Ski Resort 10.12 | Wanlong Ski Resort 11.12 | Yongpyong Resort 03.02 | Yongpyong Resort 04.02 | Sugadaira Kōgen 25.02 | Sugadaira Kōgen 26.02 |
| --- | ------------------------ | ------------------------ | ---------------------- | ---------------------- | --------------------- | --------------------- |
| Piotr Habdas | 6                        | 10                       | –                      | –                      | 3                     | 2                     |
| 1-3 4-30 poniżej 30 dnf – Zawodnik nie ukończył przejazdu dns – Zawodnik nie wystartował (pomimo zgłoszenia) dsq – Zawodnik został zdyskwalifikowany 1/2 – Zawodnik nie wystartował, nie ukończył lub został zdyskwalifikowany w 1./2. przejeździe |                          |                          |                        |                        |                       |                       |

### Slalom
| Zawodnik | Wanlong Ski Resort 12.12 | Wanlong Ski Resort 13.12 | Alpensia Resort 31.01 | Alpensia Resort 01.02 | Alpensia Resort 06.02 | Alpensia Resort 07.02 | Sugadaira Kōgen 27.02 | Sugadaira Kōgen 28.02 | Hakuba 06.03 | Hakuba 07.03 |
| --- | ------------------------ | ------------------------ | --------------------- | --------------------- | --------------------- | --------------------- | --------------------- | --------------------- | ------------ | ------------ |
| Piotr Habdas | 3                        | 7                        | 10                    | 6                     | –                     | –                     | dnf1                  | 5                     | dsq2         | dnf1         |
| 1-3 4-30 poniżej 30 dnf – Zawodnik nie ukończył przejazdu dns – Zawodnik nie wystartował (pomimo zgłoszenia) dsq – Zawodnik został zdyskwalifikowany 1/2 – Zawodnik nie wystartował, nie ukończył lub został zdyskwalifikowany w 1./2. przejeździe |                          |                          |                       |                       |                       |                       |                       |                       |              |              |

## Klasyfikacje
| Lp. | Zawodnik                | Punkty |
| --- | ----------------------- | ------ |
| 1.  | Christoph Meissl        | 598    |
| 2.  | Jung Dong-hyun          | 548    |
| 3.  | Luke Winters            | 489    |
| 4.  | Mathias Skaaland Larsen | 471    |
| 5.  | Ryoma Katayama          | 433    |
| 6.  | Shiro Aihara            | 424    |
| 7.  | Piotr Habdas            | 413    |
| 8.  | Yohei Koyama            | 405    |
| 9.  | Lukas Gasser            | 391    |
| 10. | Seigo Kato              | 360    |

| Lp. | Zawodnik             | Punkty |
| --- | -------------------- | ------ |
| 1.  | Seigo Kato           | 360    |
| 2.  | Hayata Wakatsuki     | 300    |
| 3.  | Noah Sjøvik Røsjorde | 250    |
| 4.  | Shin Jeong-woo       | 220    |
| 5.  | Piotr Habdas         | 206    |
| 6.  | Ryoma Katayama       | 204    |
| 7.  | Adam Žampa           | 189    |
| 8.  | Mikael Oscar Holter  | 180    |
| 9.  | Hong Dong-kwan       | 179    |
| 10. | Cédric Noger         | 156    |

| Lp. | Zawodnik                | Punkty |
| --- | ----------------------- | ------ |
| 1.  | Jung Dong-hyun          | 502    |
| 2.  | Luke Winters            | 489    |
| 3.  | Christoph Meissl        | 485    |
| 4.  | Shiro Aihara            | 424    |
| 5.  | Yohei Koyama            | 405    |
| 6.  | Mathias Skaaland Larsen | 387    |
| 7.  | Takayuki Koyama         | 310    |
| 8.  | Lukas Gasser            | 288    |
| 9.  | Ryoma Katayama          | 229    |
| 10. | Piotr Habdas            | 207    |